# Stauros Tassos
Stauros Tassos (in greco Σταύρος Τάσσος?; ...) è un politico greco, membro del Parlamento Ellenico e del Partito Comunista di Grecia.